# ريتشارد مارش
ريتشارد مارش (بالإنجليزية: Richard Marsh)‏ هو سائق سيارة سباق بريطاني، ولد في 24 سبتمبر 1967 في نوتنغهام في المملكة المتحدة.